# Grand Tower (Illinois)
Grand Tower – miasto w Stanach Zjednoczonych, w stanie Illinois, w hrabstwie Jackson.